# 夏陽
夏陽（1932年—），本名夏祖湘，出生於湖南湘鄉，臺灣現代繪畫藝術家。其作品以「照相寫實主義」（photorealism）繪畫和抽象表現主義的「毛毛人系列」著稱。

## 生平

### 早年生活
1932年生於湖南湘鄉的書香門第，父母在他年幼時相繼去世，由祖母撫養長大。:1641945年對日抗戰勝利後，先後入南京私立鐘英中學、教會學校衛斯理堂、南京市立師範學校簡師科就讀。:66-68 夏陽在學的時候，發現自己喜歡畫人像，這也影響他日後的繪畫作品以描繪人形為主。:70從南京市立師範學校畢業後為求溫飽，轉而從軍。1949隨國民政府撤退來台，先後被編入高雄陸軍官校和台北空軍總部等單位，直到1959年從軍中退伍。:164

### 李仲生畫室及成立東方畫會
來台初期基於對繪畫的興趣，1950年夏陽與軍中同袍吳昊（1932-2019）曾至劉獅和黃榮燦創辦的美術訓練班上課，並在參觀現代畫展時接觸到李仲生、朱德群等人的作品。1951年夏陽和吳昊一同進入安東街的畫室，向李仲生學畫。:164李仲生介紹各種藝術風格和思想，鼓勵學生找出適合自己個性的畫風。:351950年代，在軍中同袍尚永茂的幫助下，讓夏陽與吳昊、歐陽文苑於龍江街的一處防空洞創作畫畫，進而與當時藝壇人士交流，也因此認識了張義雄、蕭勤、楊英風、席德進、霍剛等人。:37-38
1956年，夏陽和畫室同學歐陽文苑、霍剛、蕭勤、李元佳、陳道明、吳昊及蕭明賢等八人一同籌組了東方畫會，畫會於1957年獲准成立，作家何凡戲稱這八位創始成員為「八大響馬」，認為他們如響馬一樣突破畫壇傳統，開創現代繪畫的風潮。:39-44在這個時期，夏陽先後受到抽象主義、單色主義等影響，他的作品風格從「新古典主義」轉向「抽象表現主義」:45-46 ，此時期有《繪畫59》（1959年）、《繪畫6136-AZ》（1961年）等作品。:165

### 旅居海外時期
為了增長國際視野，夏陽1963年赴歐，先至米蘭和蕭勤相聚，後至巴黎定居五年。在巴黎生活時，夏陽到處打工，同時也到處參觀博物館和看展，在艱困的生活中，持續創作，並發展出毛毛人系列作品。
蔡文婷於《為了藝術，漂泊一生──夏陽和他的「毛毛人」》一書中提到：「毛毛人是夏陽用顫抖雜亂的線條描繪出的形體，暗示著現代生活的疏離感，也反映夏陽身在異鄉，格格不入的寂寞。」 巴黎時期的毛毛人主題大多來自夏陽的生活經歷和觀察，例如描繪冷漠人際關係的《室內》（1966）、奇幻的城市景象《選美》（1968）等。:165 1965年，因為毛毛人系列的成功，夏陽在巴黎杜－峨巴未畫廊（Gallerie du Haut Pave）辦了自己的個展。:184
1968年，夏陽收到藝術家朋友張弘來信，說紐約生活比較容易，因此決定遷至紐約發展。:200 當時紐約正流行照相寫實主義（Photorealism），夏陽他自創八分之一快門拍攝街上的人事物，照片中人物的殘影和毛毛人的模糊相呼應。1972年，夏陽完成第一件照相寫實風格作品《凱蒂》，這種與當代生活相呼應的社會寫實創作受到了藝術圈的關注，夏陽於1973年成為紐約O. K. 哈里斯（Harris）畫廊專屬代理畫家。:85-86:165 此後，夏陽的作品背景逐漸轉為刻劃彩色街景，貼近真實，描繪熱鬧街道上匆忙的路人。
直到1980年代晚期，夏陽以O.K.哈里斯（Harris）畫廊業主艾文．卡普（Ivan Karp）為主角，完成唯一一件描繪室內的照相寫實作品，這也是夏陽照相寫實期的告別作。

### 定居台北
1980年代末，夏陽接到台灣公立美術館和民間畫廊的邀請，多次從紐約返台辦展。1992年決定返台定居。在這個時期，他回歸毛毛人系列創作，並且有所突破。其題材不再以現代社會的人物為主，他開始描繪傳統神話或民間故事中的人物，如關羽、門神、濟公、太子爺等角色。:165 陳文芬於《夏陽》一書提到：「這些人物的形體飄忽，但裝扮、配飾用寫實的方式呈現，整個畫像傳達莊嚴隆重的氛圍，象徵夏陽對傳統道家文化的敬重。」:233
除了以中國傳統文化的主題，夏陽於1993年開始擬仿西方名畫，並將人物用毛毛人的形式呈現，如米勒的《拾穗》（1998年）、達文西的《最後的晚餐》（1998年）等。1999年開始，夏陽的作品從平面繪畫轉向立體雕塑，他運用電剪和銅片，讓毛毛人系列轉化為立體的金屬片雕。其代表作包括《舉雙手的人》（1999年）、《戚家君》（2000年）等。:166
2000年夏陽獲選第四屆中華民國國家文藝獎，得到藝術終身成就獎的榮譽。

### 遷居上海
2002年夏陽遷居上海，他在工作室製作可升降的畫架，讓他得以創作大尺寸的作品。創作主題上，夏陽將文人畫和現代生活的景象結合。除此之外，他也以剪紙拼貼入畫。此時期的代表作品包括《仿范寬谿山行旅圖》（2006年）、《山水五》（2018年）等。

## 藝術市場
夏陽照相寫實主義的作品是他在藝術市場最受歡迎的系列，《行走的人#1》在2003 景薰樓秋季拍賣會上以575,000台幣成交，《都市之鳥》則在2010景薰樓春季拍賣會上以1,770,000台幣成交 ，《愛迪生電工–紐約》甚至在羅芙奧台北2019春季拍賣會上以1,920,000台幣的高價成交。 除此之外，夏陽的毛毛人系列也在市場有不錯的表現，如《五行八卦》在2008金仕發台北春季拍賣以236,000台幣成交 ，在巴黎時期創作的《客廳》在2019 嘉德春季拍賣會上以495,600港幣成交 。